# Orientalistika (književnost)
Orientalistika (književnost) je književnost in spremljajoča kultura glasbe, ples, slikarstva, kiparstva, oblačilne kulture in hrane. Književnost prihaja iz daljnega in srednjega vzhoda in predstavlja razna azijska ljudstva , ki so jo ustvarila od davnine do danes. Mnoga ljudstva iz tega velikega geografskega prostora so razvila zelo visoko stopnjo književnosti in ostale kulture, katera je po kapljicah prihajala tudi v Evropo. Orientalistika se je kot akademska disciplina v Evropi pojavila leta 1795 v Parizu z ustanovitvijo šole Ecole speciale des langues orientales, ki jo je ustanovil Silvester de Sacy (1758 - 1838). Leta 1845 so podobno šolo ustanovili  v Nemčiji Deutsche Morgenlandische Gesellschaft , kjer so spoznavali in raziskovali azijska , afriška in oceanijska ljudstva ter njihovo kulturo. Razvoj orientalistike se je nato širil v  ostale evropske države. Nastale so številne raziskave ljudstev daljnega vzhoda, bližnjega vzhoda, Afrike in Oceanije. Na Dunajski univerzi je bil ustanovljen Institut za orientalistiko leta 1886. Tam so proučevali staroorientalsko filologijo, orientalsko arheologijo, turkologijo, osmanistiko, arabistiko, asirologijo, hetitologijo, iranistiko, semitistiko, egiptologijo, ind(i)ologijo in afrikanistiko. Tukaj so se z orientalistiko seznanili mnogi slovenski študenti in profesorji.

## Orientalistika v Sloveniji
Prvi pisci, kateri so se ukvarjali z orientalistiko v Sloveniji so bili duhovniki, teologi in prevajalci raznih tekstov iz sanskrta. Obdobje  vključitve Slovenije v Jugoslavijo je bilo najbolj dejavno obdobje orientalistov v Sloveniji. Sedemdeseta in osemdeseta leta 20. stoletja so bila čas aktivne politike neuvrščenosti in veliko književnih prevodov ter kulturne izmenjave z orientalskimi deželami. Velik del orientalistike predstavlja indijska književvnost. Književna dela indijskih pisateljev, pesnikov, filozofov, so bila prevedena v številne jezike. Slovenci smo se s temi deli seznanili preko naših znanih prevajalcev, pisateljev, pesnikov, filozofov in teologov. Ledino v tej književnosti so zaorali sledeči pisci:   
- Jernej Kopitar; napisal je prve direktne prevode iz sanskrta,
- Matija Čop; poznal mnogo prevodov in prevajalcev,
- Franc Miklošič je imel velik smisel za jezikoslovje indoevropskih narodov, tam je iskal korene slovenščine in drugih slovanskih jezikov,
- Oroslav Caf je prevajal iz sanskrta,
- Janez Trdina; ukvarjal se je z indijsko književnostjo, sanskrtsko književnost je spoznaval  preko nemških prevodov, epov Mahabharata in Ramajana, Manujev zakonik, Vede in Šakuntala,
- Fran Levstik; v času svojega teološkega študija na Moravskem je v Olomucu študiral tudi sanskrt.
- Karel Glazer iz Hoč pri Mariboru je doktoriral iz teme sanskrtske igre Paravatina možitev (Parvatiparinaya nataka) , prevaja je tudi Indijske pravljice direktno iz sanskrta ,
- Anton Aškerc je resno študiral indijsko filozofijo in budizem, to je povratno vplivalo na njedovo pesniško ustvarjanje.

Na prelomu iz 19. st. v 20. st. je v Novih poezijah izšlo več pesnitev in pesmi z indijskimi motivi, kot so; Krišna, Budova čudesa, Pramloča, Grešnik, Buda v bramanski knjižnici, Fakir, Ambapali, Buda in Ananda, Buda in Sariputa, Ašoka in Kohinur, a se večina takratnih izobraženih Slovencev  ni zanimalo za kulturo in civilizacijo daljne Indije. V 20. stoletju so se z indijskimi temami ukvarjali še pesniki in pisatelji ter prevajalci, kot so:
- Alojz Gradnik; prevajal je Tagorejeve pesnitve iz angleških prevodov, izbral je tiste, ki jih je Tagore sam prevedel v angleščino. Takšne so bile Gitandžali, Rastoči mesec, Ptice selivke, Vrtnar in žetev.
- Miran Jarc; prevajal je Tagorejeve drame, dramo Čitra je leta 1953 uprizorilo Mestno gledališče ljubljansko.
- Janko Moder; več prevodov Tagoreja, sodelovali so še prevajalci/prevajalke Vlasta Pacheiner-Klander, Branko Perko, Boris Verbič, Mira Mihelič, Janez Svetina, Milan Štante, Iztok Osojnik in nekateri manj znani prevajalci v slovenščino.

## Knjižni viri
- Orientalistika št. 1 do 5 - Indijski večeri, ciklus predavanj na Filozofski fakulteti v Ljubljani v letih 1982−86/ izdalo Slovensko orientalistično društvo Ljubljana; uredniški odbor Milan Štante, Zmago Šmitek in Polona Golob; glavni organizator Vladislav (Vlado) Jagodic.